# 荒木幹男
荒木 幹男 (あらき みきお、1947年 <昭和22年> 9月9日 - ) は、日本の政治家。自由民主党所属。大阪市会議員 (6期) 、大阪市議会議長を歴任。勲位は旭日小綬章。

## 経歴
大阪市生まれ。大阪市立歌島中学校、麗澤瑞浪高等学校卒業。麗澤大学中退。衆議院議員・中山正暉の秘書を務め、1999年 (平成11年) 大阪市会議員選挙で初当選。 以後も当選を重ね、文教経済委員会委員長、2010年6月3日から勝田弘子副議長とともに第106 代市会議長を務めた。その後も6期連続当選したが、2023年は大阪維新の会、公明党候補に敗れ、日本共産党候補にも後塵を拝し落選した

## 選挙歴
- 2003年4月 大阪市会議員選挙 西淀川区選挙区 (定数3) で2位再選[4]
- 2007年4月 大阪市会議員選挙 西淀川区選挙区 (定数3) で3位三選[5]
- 2011年4月 大阪市会議員選挙 西淀川区選挙区 (定数3) で2位四選[6]
- 2015年4月 大阪市会議員選挙 西淀川区選挙区 (定数3) で3位五選[7]
- 2019年4月 大阪市会議員選挙 西淀川区選挙区 (定数3) で3位六選[8]
- 2023年4月 大阪市会議員選挙 西淀川区選挙区 (定数3) で5位落選[9]

## 栄典
- 2024年4月 令和6年春の叙勲で旭日小綬章を受章[10]